# Maximum Speed - Renn' um dein Leben!
Maximum Speed — Renn' um dein Leben! — німецький фільм, випущений у 2002. Ніколи не був перекладений українською мовою.

## Сюжет
Маркус Шнейдер (нім. Markus Schneider) (Ердоґан Аталай) — звичайний студент, який підробляє кур'єром. Роликові ковзани для нього не просто засіб пересування, вони сенс його життя. Флірт з подругою, навчання і доставка вантажів замовникам — ось його життя. Але одного разу двоє поліціянтів-хабарників, Фаллер (нім. Faller) (Йоханес Габріель) та Курт Ґрубер (нім. Kurt Gruber) (Ґуннар Теубер), підставили Маркуса під звинувачення в подвійному вбивстві. Хлопець зумів утекти від поліції, але ті викрали його кохану Лауру Маркс (нім. Laura Marks) (Боджана Ґоленак). Однак Маркус Шнейдер виявився «міцним горішком» — він зміг вбити всіх злочинців, врятувати свою подругу і довести свою невинність.